# Nordwalde
Nordwalde település Németországban, azon belül Észak-Rajna-Vesztfália tartományban. Lakosainak száma 9853 fő (2023. december 31.). Nordwalde Greven (Észak-Rajna-Vesztfália) községgel határos.

## Népesség
A település népességének változása:
| Lakosok száma | 7758 | 9388 | 9439 | 9584 | 9711 | 9807 | 9853 |
|               | 1975 | 2015 | 2017 | 2019 | 2021 | 2022 | 2023 |